# LEG T 1 und T 2
Die Dieseltriebwagen LEG T 1 und T 2 wurden 1935 von der Dessauer Waggonfabrik gebaut und an die Lausitzer Eisenbahn-Gesellschaft (LEG) ausgeliefert. Er waren Triebwagen aus der Lieferserie LEG T 1–T 3. Die Triebwagen gingen 1941 in den Bestand der Westerwaldbahn über und bekamen die Bezeichnungen VT 101 und 102. Als letztes Fahrzeug wurde dort der VT 102 1961 ausgemustert und verschrottet. Obwohl zur selben Lieferserie gehörend, hatten beide Fahrzeuge gegenüber dem LEG T 3 andere Abmaße.

## Geschichte und Einsatz

### LEG T 1 und T 2
Die Fahrzeuge wurden 1935/36 von der Lausitzer Eisenbahn-Gesellschaft (LEG) fabrikneu abgenommen. Mit den Triebwagen wurden zwei im Aussehen passende Steuerwagen vom gleichen Hersteller mitgeliefert. Abgeliefert wurden die Fahrzeuge nach Sommerfeld. Nach erfolgter Probefahrt wurden sie bis zum 30. Juni 1939 im Bahnbetriebswerk Teuplitz stationiert und auf den Strecken der LEG eingesetzt.

### DR 833 und 834
Als die LEG von der Deutschen Reichsbahn übernommen wurde, gelangten beide Triebwagen mit der Bezeichnung 833 und 834 in deren Bestand und wurden im Bahnbetriebswerk Forst stationiert. Beide Wagen wurden 1941 nach Scheuerfeld überführt.

### Westerwaldbahn VT 101 und VT 102
Bei der Westerwaldbahn konnten die Fahrzeuge zunächst auf Grund der Dieselkontingentierung nicht eingesetzt werden. Deshalb entschloss sich die Gesellschaft, beide Triebwagen bei den Deutschen Werken auf den Betrieb mit Treibgas umzustellen. Ab August 1942 konnten beide Fahrzeuge nach der Abnahme durch das Maschinenamt Gießen den Verkehr aufnehmen. Der Triebwagenbetrieb dauerte bis Ende 1944, dann war für den zivilen Betrieb kein Gas mehr verfügbar. Nach der Betriebsaufnahme im Mai 1945 liefen beide Wagen zunächst als Personenwagen. Anfang 1946 wurde bei ihnen der Rahmen verstärkt und ein neuer Dieselmotor der Marke Saurer eingebaut. Im gleichen Jahr fiel der VT 101 einem Brand im Triebwagenschuppen zum Opfer. Die Nummer wurde 1951 an einen vierachsigen Triebwagen aus Frankreich neu vergeben.
Nach dem Schuppenbrand standen der Gesellschaft nur noch der VT 102 und ein Steuerwagen zur Verfügung. Bei Ausfall musste eine Dampflok Ersatzdienste leisten. Da der Saurer-Motor des VT 102 sehr schadanfällig war, wurde er 1952 gegen einen der Marke KHD getauscht.
Der VT 102 war bis zum Ende des Personenverkehrs bei der Westerwaldbahn im Betrieb, dann wurde er abgestellt und 1961 verschrottet. Der Steuerwagen ist erhalten geblieben. Er stand in Bindweide abgestellt und wurde 1975 an den Modell-Eisenbahn-Club Essen verkauft. Heute ist der Wagen Eigentum des Deutschen Eisenbahn-Vereins und in Bruchhausen-Vilsen hinterstellt.

## Konstruktive Merkmale
Der Triebwagen gehörte mit sieben Metern Achsstand und 13,16 Metern Länge über Puffer zu den größeren der in Dessau produzierten Triebwagen. Er wurde bei der Deutschen Reichsbahn als zweiachsiger Dieseltriebwagen schwerer Bauart bezeichnet. Er gehörte jedoch zu den Fahrzeugen der Leichtbauweise. Die Deutsche Reichsbahn hatte für die Fahrzeuge der LEG nur in dieser Fahrzeugkategorie Nummern frei.
Der Wagenkasten war eine selbsttragende Karosserie und in Stahlleichtbau hergestellt. Der hintere Vorraum war für den Traglastentransport konzipiert. Dafür besaß er Außentüren von 750 mm lichter Weite, die durch zusätzlich herausklappbare Wandteile auf 1000 mm vergrößert werden konnten. Die Außentüren im anderen Vorraum konnten nicht verbreitert werden. Der in Fahrtrichtung hintere Einstiegsraum wurde im Normalbetrieb als zusätzlicher Gepäckraum verwendet. Das nicht genutzte Führerpult konnte mit einem Rollladen verschlossen werden. Die Triebwagen besaßen für den Steuerwagenbetrieb nur eine Übergangstür in einer Stirnseite. Die Trennwände im Wageninneren waren mit Schiebetüren ausgestattet. Alle Seitenwandfenster außer dem im WC waren durch Kurbelantrieb herablassbar.
Bei Lieferung waren ein Motor der Deutschen Werke in Kiel eingebaut. 1948 wurde im VT 102 der Motor gegen einen der Bauart Saurer getauscht, der 1952 erneut durch einen Motor von KHD ersetzt wurde. Die mechanische Kraftübertragung erfolgte über das TAG-Getriebe. Die gesamte Maschinenanlage war in einem Maschinentragrahmen gelagert und am Fahrzeugrahmen befestigt. Der Motor ragte in den Fahrgastraum hinein und war mit einer Sitzbank abgedeckt. Im Gegensatz zu dem LEG T 3 behielt der Triebwagen bis zum Einsatzende seine Dachkühler, es wurde lediglich eine andere Bauart französischer Produktion verwendet. Bei der Umbaumaßnahme wurde der vorher verwendete Koksofen wurde durch eine Warmwasserheizung ersetzt.